# Achatocarpaceae
A família Achatocarpaceae é constituída por árvores ou arbustos dióicos, ou seja, as espécies desta família apresentam flores masculinas e femininas. Essa família é pouco conhecida, formada por apenas 2 gêneros e 8 espécies, com distribuição desde o Texas, Califórnia e noroeste do México até o Paraguai e Argentina.

## Diversidade taxonômica

### Espécies conhecidas do gênero Achatocarpus Triana
-       Achatocarpus balansae Schinz & Autran
-       Achatocarpus brevipedicellatus H.Walter
-       Achatocarpus gracilis H.Walter
-       Achatocarpus troublerianus Heimerl
-       Achatocarpus microcarpus Schinz & Autran
-       Achatocarpus nigricans Triana
-       Achatocarpus oaxacanus Standl.
-       Achatocarpus praecox Griseb.
-       Achatocarpus pubescens CHWright

### Espécies conhecidas do gêneroPhaulothamnus  A. Gray:
-       Phaulothamnus spinescens A. Gray

## Morfologia

### Estruturas vegetativas

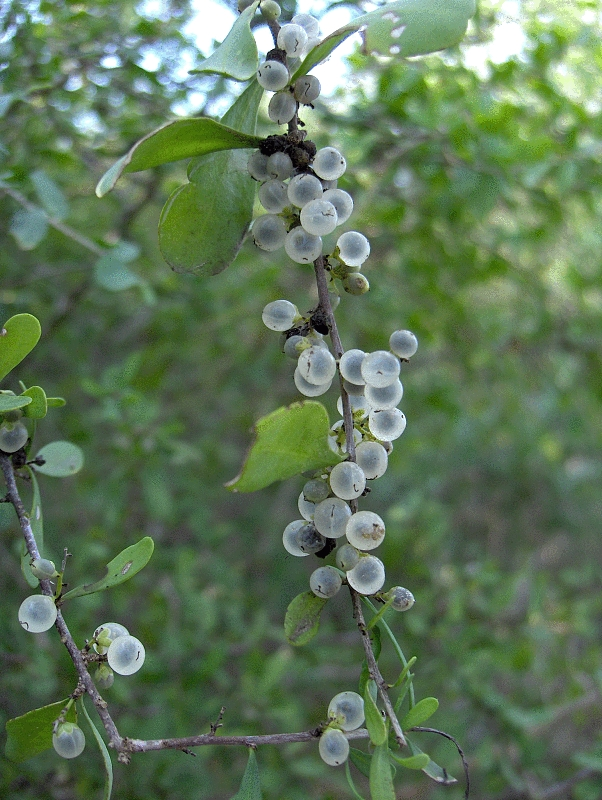
Fruto da espécie Phaulothamnus spinescens.

Todas as espécies da família são desprovidas de pelos ou possuem pelos apenas nas partes jovens, com as pontas curtas e frequentemente transformadas em espinhos. As folhas são alternas, pecioladas, às vezes fasciculadas, simples, arredondadas ou emarginadas no ápice e com estípulas presentes. O crescimento secundário ocorre nas espécies da família. Células produtoras de tanino são comuns  nos caules e nas folhas.

### Estrutura da flor
As flores são unissexuadas, pequenas, hipógeas, organizadas em racemos ou panículas axilares. Podem conter bractéolas ou não, possuem de 4 a 5 sépalas, de 10 a 20 estames e as pétalas são ausentes. Os filetes podem ser conectados ou livres na base. As anteras têm duas tecas com fendas longitudinais. O ovário é sincárpico, súpero, bicarpelado, unilocular e abriga normalmente 1 óvulo basal (raramente se formam 2 óvulos).

### Frutos e sementes
Os frutos são do tipo baga, com uma ou duas sementes, as quais podem ser translúcidas, brancas ou pretas, amargas ou azedas. Os frutos também são coroados pelos estigmas persistentes. O embrião é periférico, anular e é curvado em torno do perisperma farináceo. O endosperma rudimentar pode formar uma fina camada ao redor do embrião.

## Relações filogenéticas
Análises filogenéticas com base em caracteres morfológicos, dados de sequência matK e sequência do gene rbcL do cloroplasto revelaram que Achatocarpaceae é grupo irmão das famílias Chenopodiaceae e Amaranthaceae. O clado Amaranthaceae/Chenopodiaceae-Achatocarpaceae (chamado de clado ACA) pertence ao núcleo Caryophyllales, que faz parte de Centrospermae. A família Achatocarpaceae é comumente associada com Phytolaccaceae por conta da presença de inflorescências organizadas em cachos ou racemos pelos frutos do tipo baga em ambas as famílias. Em 1994, um pesquisador chamado Rodman descreveu uma sinapomorfia importante para o clado ACA: a presença de grãos de pólen aperturados sem sulcos. Porém, esta sinapomorfia ainda não está bem consolidada e requer estudos mais aprofundados. Outras sinapomorfias do clado são desconhecidas, contudo, existem algumas tendências, como a predominância de ovários com apenas 1 óvulo.

## Lista de espécies brasileiras

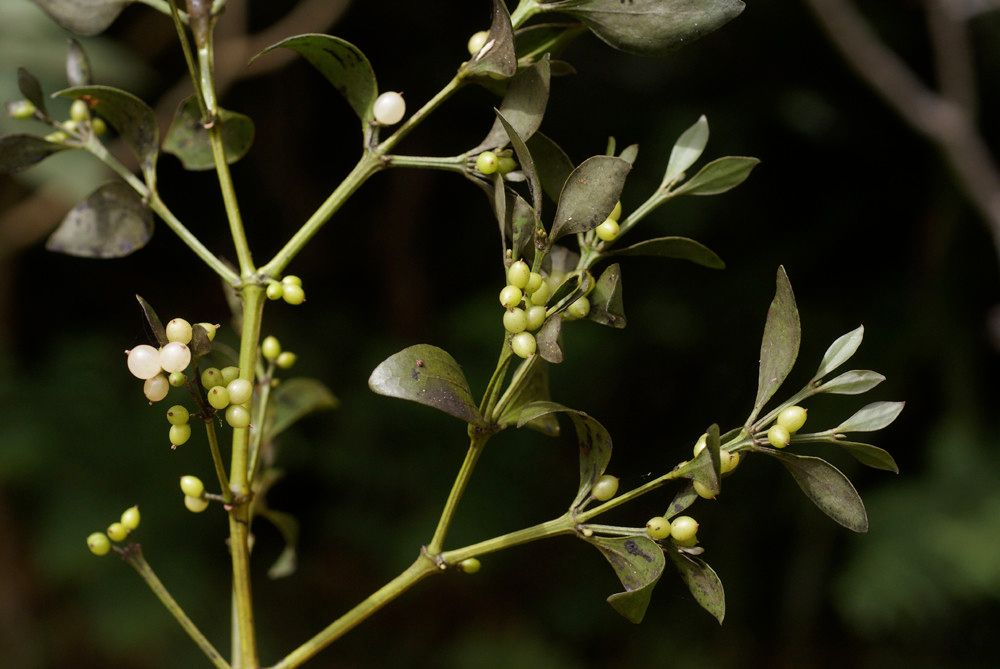
Achatocarpus sp.

A família Achatocarpaceae é constituída por dois gêneros, Achatocarpus Triana e Phaulothamnus A. Gray. Com nove espécies representando o gênero Achatocarpus Triana e uma única espécie do gênero Phaulothamnus A. Gray. Apresentando uma distribuição Neotropical, ocorrendo desde o sul dos Estados Unidos até a Argentina.
No Brasil ocorre apenas a espécie Achatocarpus praecox Griseb, sendo uma planta arbórea que ocorre no Sul e Sudeste do Brasil em regiões úmidas. Essa espécie não apresenta risco de extinção. 

## Domínios e estados de ocorrência no Brasil
Essa família é nativa, entretanto  não é endêmica do Brasil.

### Distribuição Geográfica (Ocorrências confirmadas)
Centro-Oeste (Mato Grosso do Sul).
Sudeste (Espírito Santo, Rio de Janeiro, São Paulo).
Sul (Paraná, Rio Grande do Sul, Santa Catarina).

### Domínios Morfoclimático
-      Mata Atlântica e Pantanal.

### Tipo de Vegetação
-       Floresta Ciliar ou Galeria e Floresta Estacional Semidecidual.